# Stachys pilosa
Stachys pilosa är en kransblommig växtart som beskrevs av Thomas Nuttall. Stachys pilosa ingår i släktet syskor, och familjen kransblommiga växter.

## Underarter
Arten delas in i följande underarter:
- S. p. arenicola
- S. p. pilosa